# Iglesia de San Germán de Auxerre (San Germán)
La Iglesia San Germán de Auxerre es una iglesia parroquial católica situada en San Germán, Puerto Rico con vistas a la plaza principal de la ciudad. Los colonizadores españoles fundaron la parroquia San Germán en 1510 y construyeron una iglesia permanente por primera vez en 1688. Los puertorriqueños repararon y reconstruyeron la iglesia entre 1717 y 1739 después de haber sufrido daños por terremotos. Entre 1834 y 1897, se hicieron nuevas reparaciones al edificio, y en 1920, la torre fue reconstruida después del terremoto de 1918.